# Sega Model 3
Sega Model 3 é uma placa de arcade lançada pela Sega em 1996. Foi o último produto da parceria da Sega com a Lockheed Martin, usando a divisão Real3D da companhia para projetar o processador gráfico. No seu lançamento, o Model 3 era sem sombra de dúvidas a placa de arcade mais poderosa em existência, capaz de renderizar cerca de um milhão de polígonos por segundo. Após seu lançamento, o projeto passou por diversas revisões (steppings na nomenclatura oficial), que aumentaram a freqüência de processamento da CPU, além de outras mudanças menores à arquitetura da placa.
Entre os jogos mais conhecidos para Model 3 encontram-se Virtua Fighter 3, Scud Race / Sega Super GT, Sega Rally 2 e Virtua Striker 2.

## Especificações
- CPU principal: IBM PowerPC 603 a 66, 100, 166 MHz
- Processador gráfico: 2x Lockheed Martin Real3D/Pro-1000
- CPU de som: Motorola 68EC000 a 11.3 MHz
- Procesador de som: 2× Yamaha SCSP/YM-292F 128-step DSP, interface MIDI, 64 vozes, 4 canais, máximo de 16.5 MB ROM, 64 canais PCM.
- RAM principal: 8 MB
- RAM de áudio: 1 MB
- Capacidades gráficas: Texture mapping, filtragem trilinear, Micro texturing, Specular reflection, Gouraud shading, Flat shading, Anti aliasing, Alpha blending

## Lista de jogos
Foram lançados mais 30 jogos para as placas Model 3, dentre eles:
- Boat Race GP (199?)
- Daytona USA 2 (1998)
- Daytona USA 2: Power Edition (1998)
- Dirt Devils (1998)
- Emergency Call Ambulance (1999)
- Fighting Vipers 2 (1998)
- Get Bass: Sega Bass Fishing (1998)
- Harley Davidson & L.A. Riders (1998)
- L.A.Machineguns (1998)
- Le Mans 24 (1998)
- Magical Truck Adventure (1999)
- The Ocean Hunter (1998)
- Scud Race / Super GT (1996)
- Scud Race Plus (1997)
- Sega Rally 2 (1998)
- Ski Champ (1998)
- Spike Out (1998)
- Spike Out Final Edition (1999)
- Star Wars Trilogy (1998)
- The Lost World: Jurassic Park (1997)
- The Lost World: Jurassic Park (1997)
- Virtua Fighter 3 (1996)
- Virtua Fighter 3 Team Battle (1997)
- Virtua Striker 2 (1997)
- Virtua Striker 2 Version '98 (1998)
- Virtua Striker 2 Version '99 (1999)
- Virtua Striker 2 Version '99.1 (1999)
- Virtual On: Oratorio Tangram (1998)

## Emulação
O único emulador conhecido das placas Model 3 da Sega é o Supermodel, atualmente na versão 0.3a Revision 860. A útima versão para o sistema 32 bits, é a Version 0.2a for 32-bit Windows.